# ابن محرز
ابوخطاب مسلم بن محرز معروف به ابن محرز (متولد ۷۱۵ میلادی)، موسیقی‌دانی عرب بود.

## زندگینامه
نام ابن محرز در برخی منابع به صورت ابوخطاب سلم بن محرز آمده‌است. اما ابوالفرج اصفهانی در کتاب الاغانی اسم وی را به صورت «مسلم بن محرز» آورده‌است و نوشته که به وی ابن المکی نیز گفته می‌شود.
ابوخطاب اصالتاً ایرانی بود اما پدرش اهل کعبه بود. او موسیقی را از ابن مسجح فرا گرفت و سپس از عزة المیلاء فن هم‌نوازی با خوانندگان را آموخت.

## آثار
ابداع وزن رمل (از اوزان عروضی) را به ابن محرز نسبت می‌دهند.